# دانشگاه دفاع ملی آمریکا
دانشگاه دفاع ملی آمریکا (انگلیسی: National Defense University) دانشگاه نظامی آمریکایی است، که در سال ۱۹۷۶ تأسیس شد. دانشگاه دفاع ملی یک موسسه آموزش عالی است که توسط وزارت دفاع ایالات متحده تأمین مالی می‌شود و هدف آن تسهیل در آموزش و توسعه حرفه‌ای رهبران امنیت ملی در این کشور است.